# Starožilovskij rajon
Lo Starožilovskij rajon (in russo Старожиловский район?) è un rajon dell'Oblast' di Rjazan', nella Russia europea; il capoluogo è Starožilovo. Istituito nel 1929, ricopre una superficie di 1.007 chilometri quadrati ed ospita una popolazione di circa 18.000 abitanti.